# 848
848 foi um ano bissexto do século IX que teve início a um domingo e terminou a uma segunda-feira, no Calendário juliano. As suas letras dominicais foram A e G.
| Ano completo                       |
| ---------------------------------- |
| Ano bissexto com início ao domingo |

## Eventos
- O Papa Leão IV cerca Roma com novas muralhas: a Cidade Leonina.

## Nascimentos
- Afonso III das Astúrias, rei das Astúrias, da Galiza e de Leão (m. 910)